# Cosmas en Damianuskerk (Stade)
De Cosmas en Damianuskerk (Duits: Kirche St. Cosmae et Damiani) is een van de twee protestantse hoofdkerken van de Noord-Duitse Hanzestad Stade. Meestal wordt de kerk kortweg St. Cosmae of Cosmaekirche genoemd.

## Geschiedenis
Het kerkgebouw werd in de tweede helft van de 13e eeuw in de stijl van de baksteengotiek gebouwd en gewijd aan de heiligen Cosmas en Damianus. Het huidige bouwwerk is het resultaat van verschillende verbouwingen en vergrotingen, met name in de 17e eeuw. Bij de grote stadsbrand van 1659 werden de torenspits en het interieur van de kerk bijna volledig verwoest. Het symbool van de stad is de 62,45 meter hoge achthoekige kerktoren met haar na de stadsbrand geplaatste barokke bekroning (1682).

## Interieur
Na de grote stadsbrand kreeg het godshuis een nieuw interieur, van het oude interieur overleefde slechts een kroonluchter. Het interieur maakt indruk met het beeldenrijke barokke hoogaltaar van Christian Precht (1674-77). Het marmeren doopvont met albasten beelden van de evangelisten dateert uit 1665. Vermeldenswaardig is ook een fraaie preekstoel uit 1663.
Het pronkstuk van de kerk is het in de jaren 1668-1675 door Arp Schnitger gebouwde barokorgel. Het inmiddels gerestaureerde orgel kreeg haar historisch klankbeeld terug en wordt regelmatig ingezet voor het geven van concerten.

## Afbeeldingen

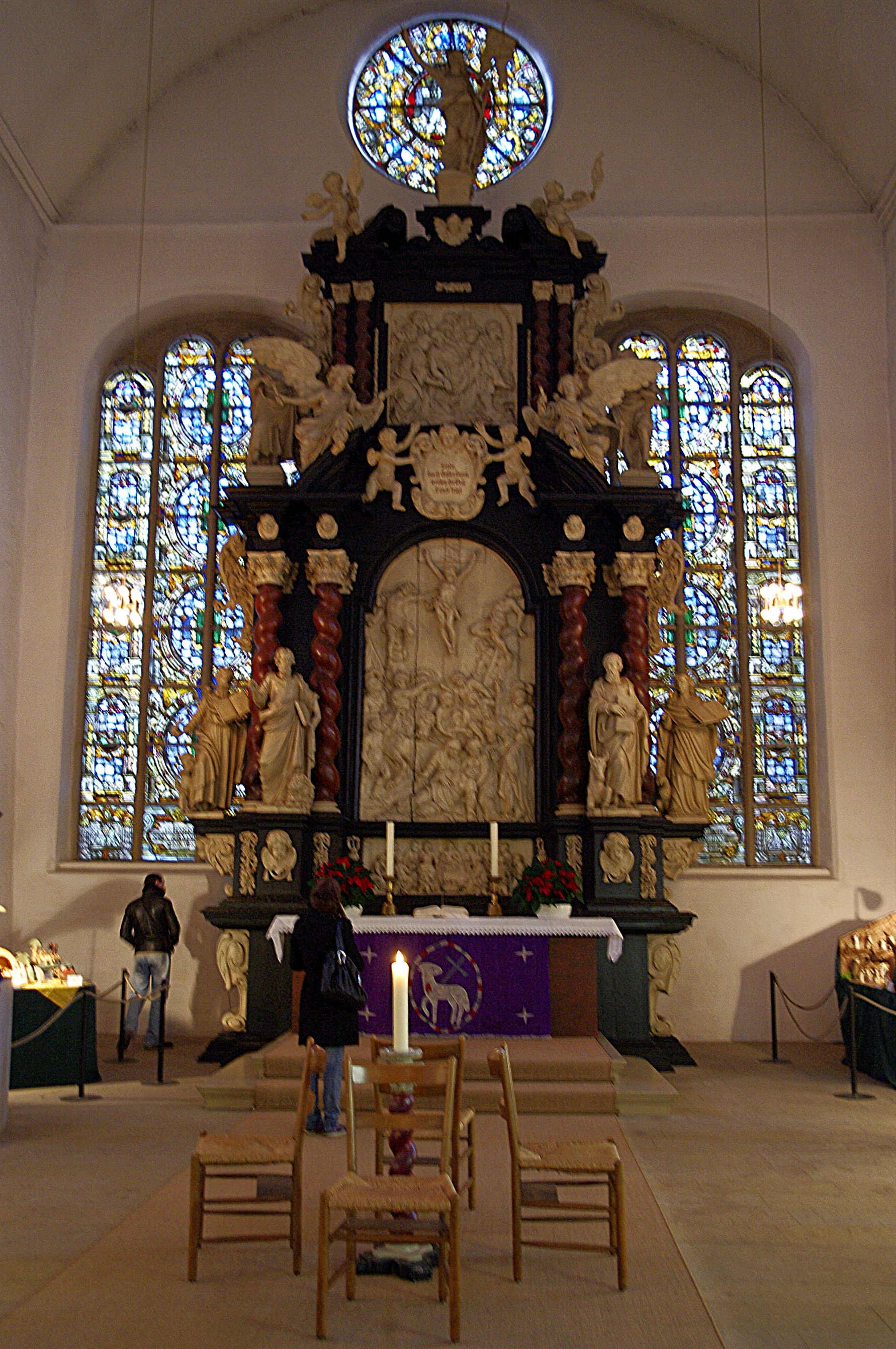
Hoofdaltaar
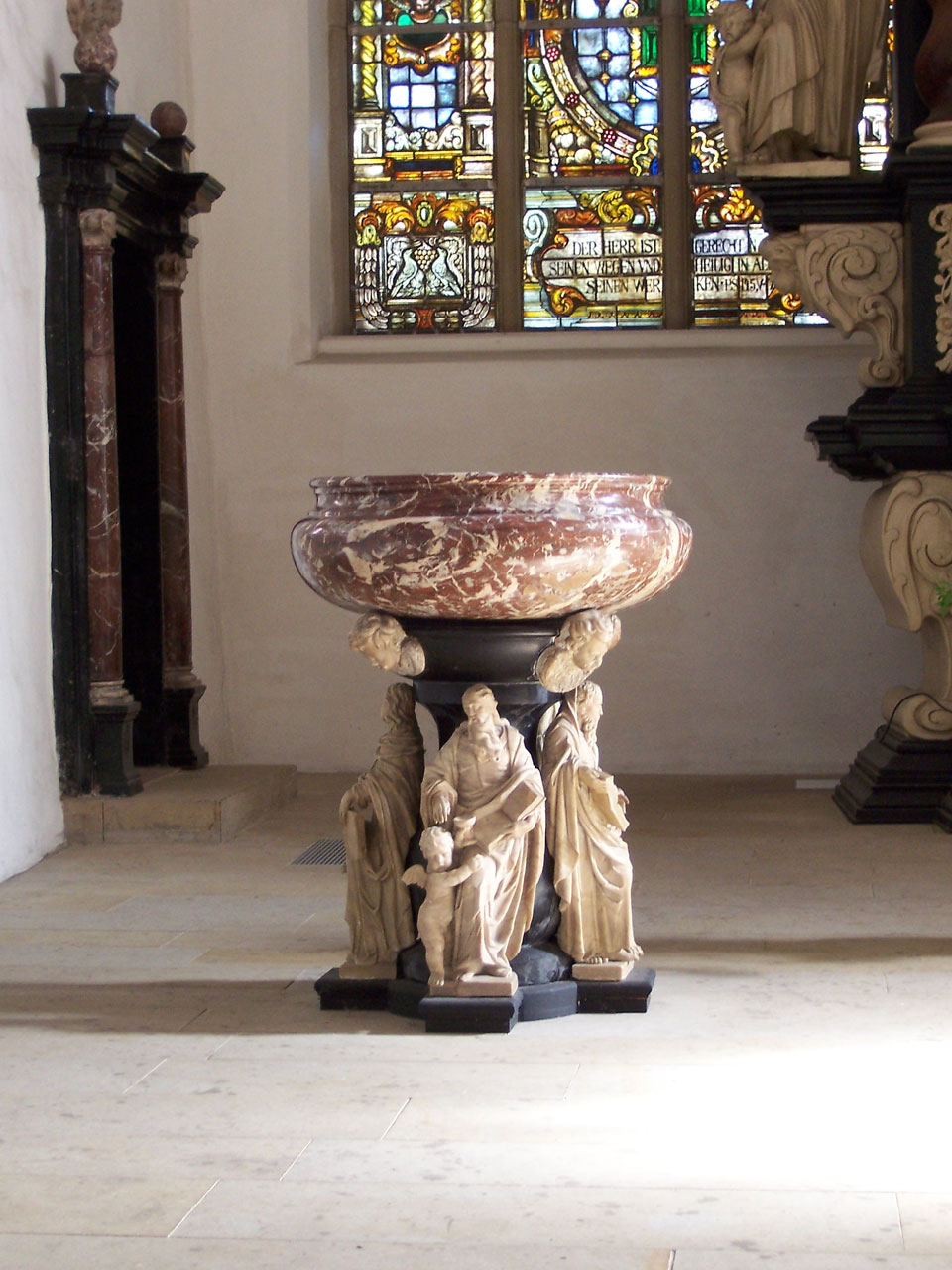
Doopvont
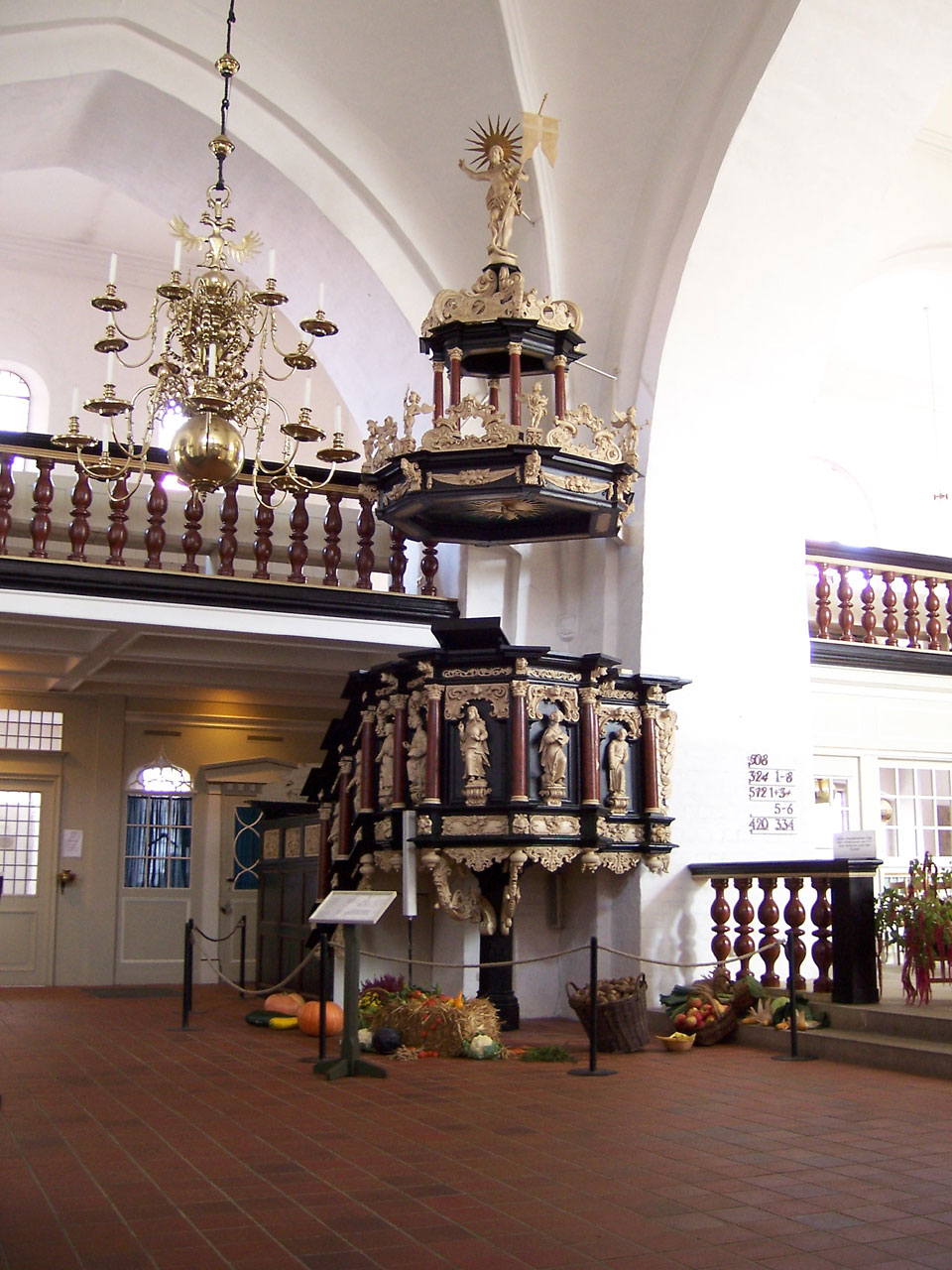
Preekstoel
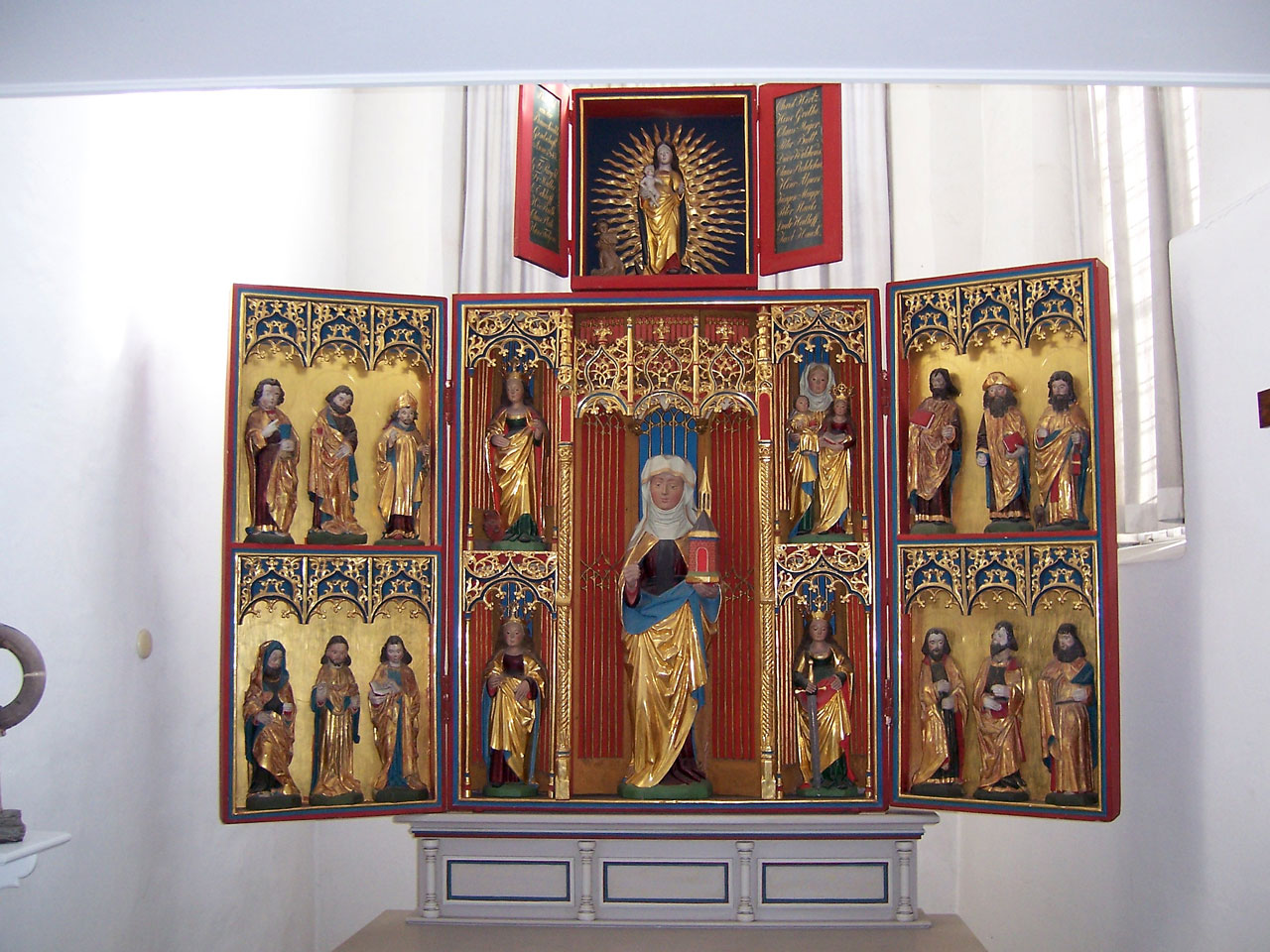
Vleugelaltaar
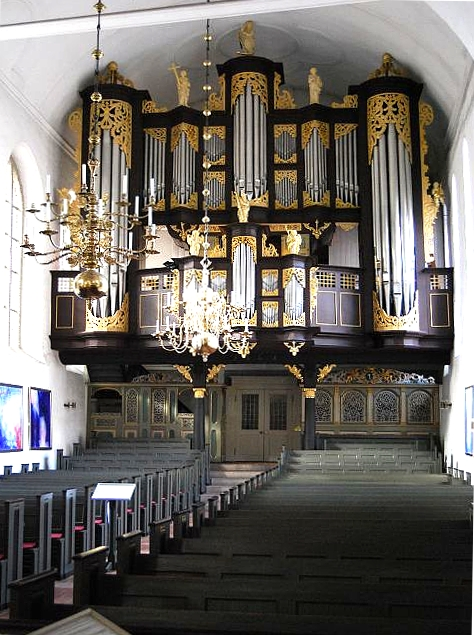
Orgel